# Артистичне плавання на Чемпіонаті світу з водних видів спорту 2023 — акробатика
Змагання з артистичного плавання в акробатиці серед груп на Чемпіонаті світу з водних видів спорту 2023 відбулися 15 і 17 липня 2023 року.

## Результати
Попередній раунд відбувся 15 липня о 10:00 за місцевим часом. Фінал відбувся 17 липня о 19:30 за місцевим часом.
Зеленим позначено фіналістів
| Місце | Країна          | Попередній раунд | Попередній раунд | Фінал            | Фінал            |
| Місце | Країна          | Очки             | Місце            | Очки             | Місце            |
| ----- | --------------- | ---------------- | ---------------- | ---------------- | ---------------- |
| 1     | Китай           | 236.0733         | 1                | 238.0033         | 1                |
| 2     | США             | 233.9333         | 2                | 232.4033         | 2                |
| 3     | Японія          | 224.5167         | 4                | 220.5867         | 3                |
| 4     | Мексика         | 202.4533         | 7                | 215.7267         | 4                |
| 5     | Франція         | 212.8900         | 5                | 210.6900         | 5                |
| 6     | Канада          | 203.6600         | 6                | 205.4900         | 6                |
| 7     | Україна         | 227.9200         | 3                | 204.3634         | 7                |
| 8     | Ізраїль         | 198.4967         | 8                | 199.9667         | 8                |
| 9     | Німеччина       | 190.0267         | 10               | 197.3501         | 9                |
| 10    | Казахстан       | 178.5166         | 11               | 191.5333         | 10               |
| 11    | Єгипет          | 178.4466         | 12               | 177.6833         | 11               |
| 12    | Італія          | 197.5167         | 9                | 177.3267         | 12               |
| 13    | Велика Британія | 169.4567         | 13               | Завершили виступ | Завершили виступ |
| 14    | Австралія       | 159.7100         | 14               | Завершили виступ | Завершили виступ |
| 15    | Сінгапур        | 159.1299         | 15               | Завершили виступ | Завершили виступ |
| 16    | Чилі            | 154.2067         | 16               | Завершили виступ | Завершили виступ |
| 17    | Нова Зеландія   | 153.0934         | 17               | Завершили виступ | Завершили виступ |
| 18    | Греція          | 144.1068         | 18               | Завершили виступ | Завершили виступ |
| 19    | Таїланд         | 122.7601         | 19               | Завершили виступ | Завершили виступ |